# Carnewas and Bedruthan Steps
De Carnewas & Bedruthan Steps (Cornish: Karn Havos & Bos Rudhen) maakt deel uit van de kust van Noord-Cornwall tussen  Padstow en  Newquay. De Steps zijn ten dele eigendom van de National Trust. Kenmerkend zijn de rotsen die zich uitstrekken langs het Bedruthan strand, bereikbaar via steile trappen die toegang geven tot een reeks rotsachtige stranden bij eb. Het gebied is populair bij toeristen en schilders.  

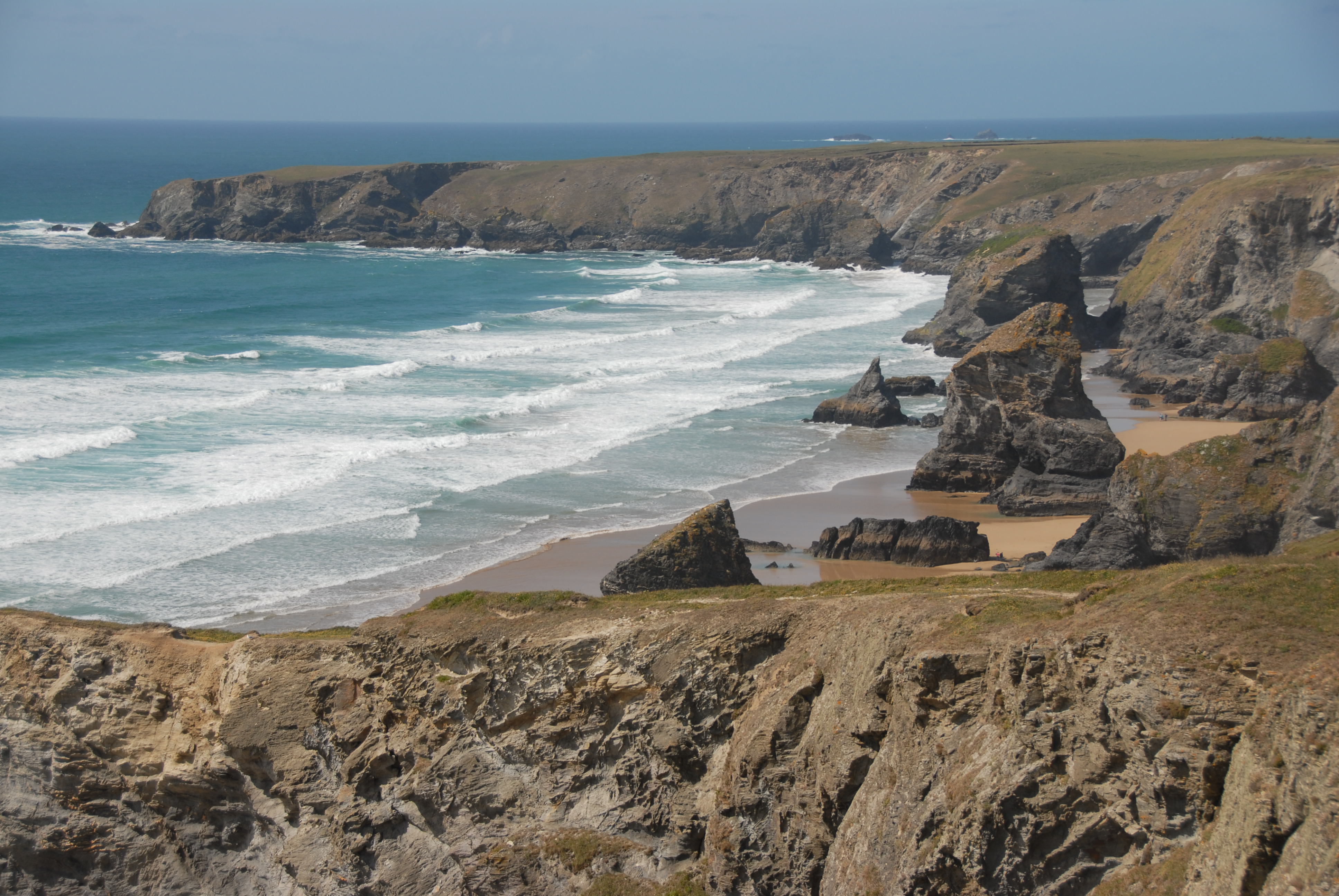
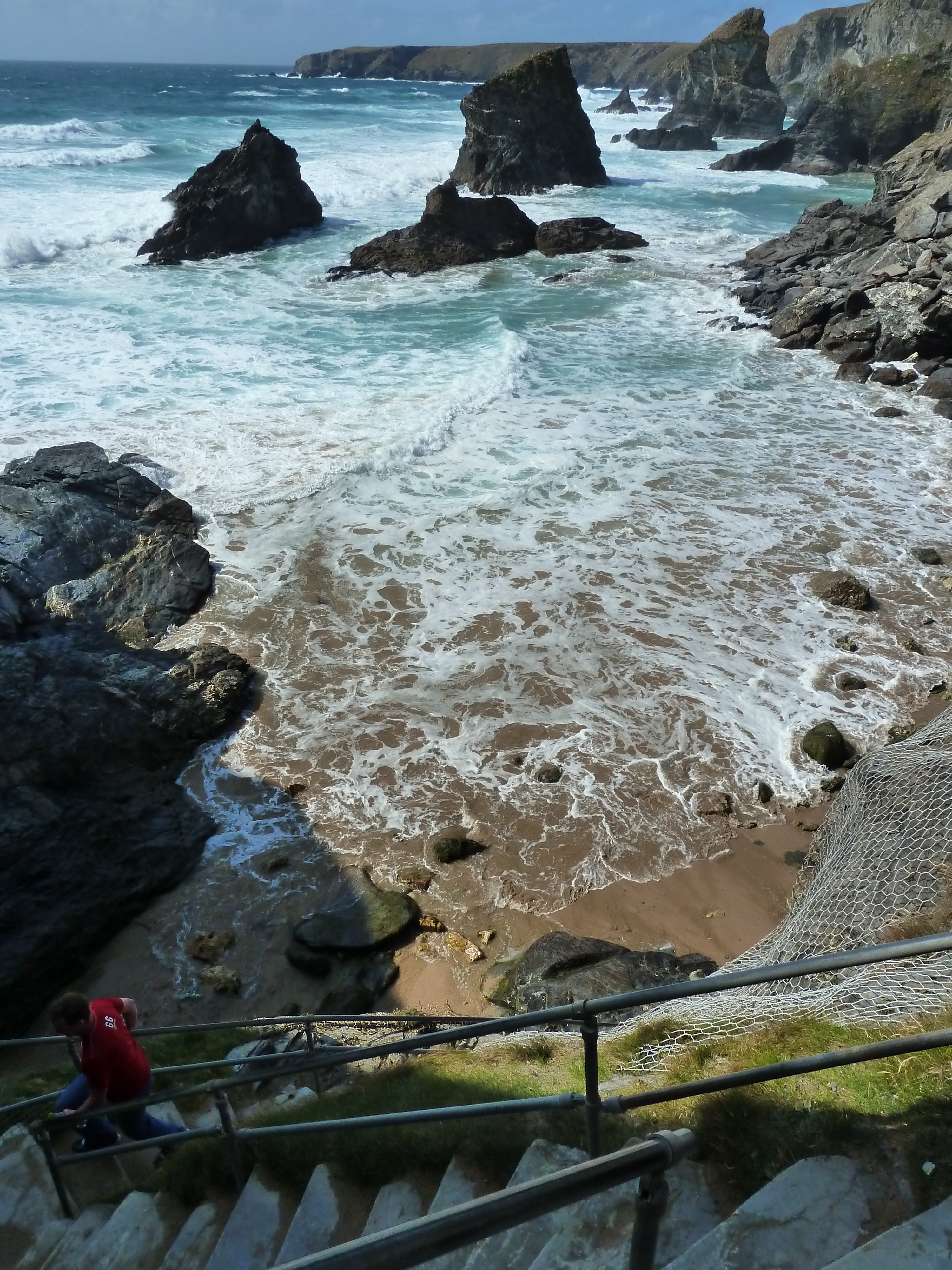
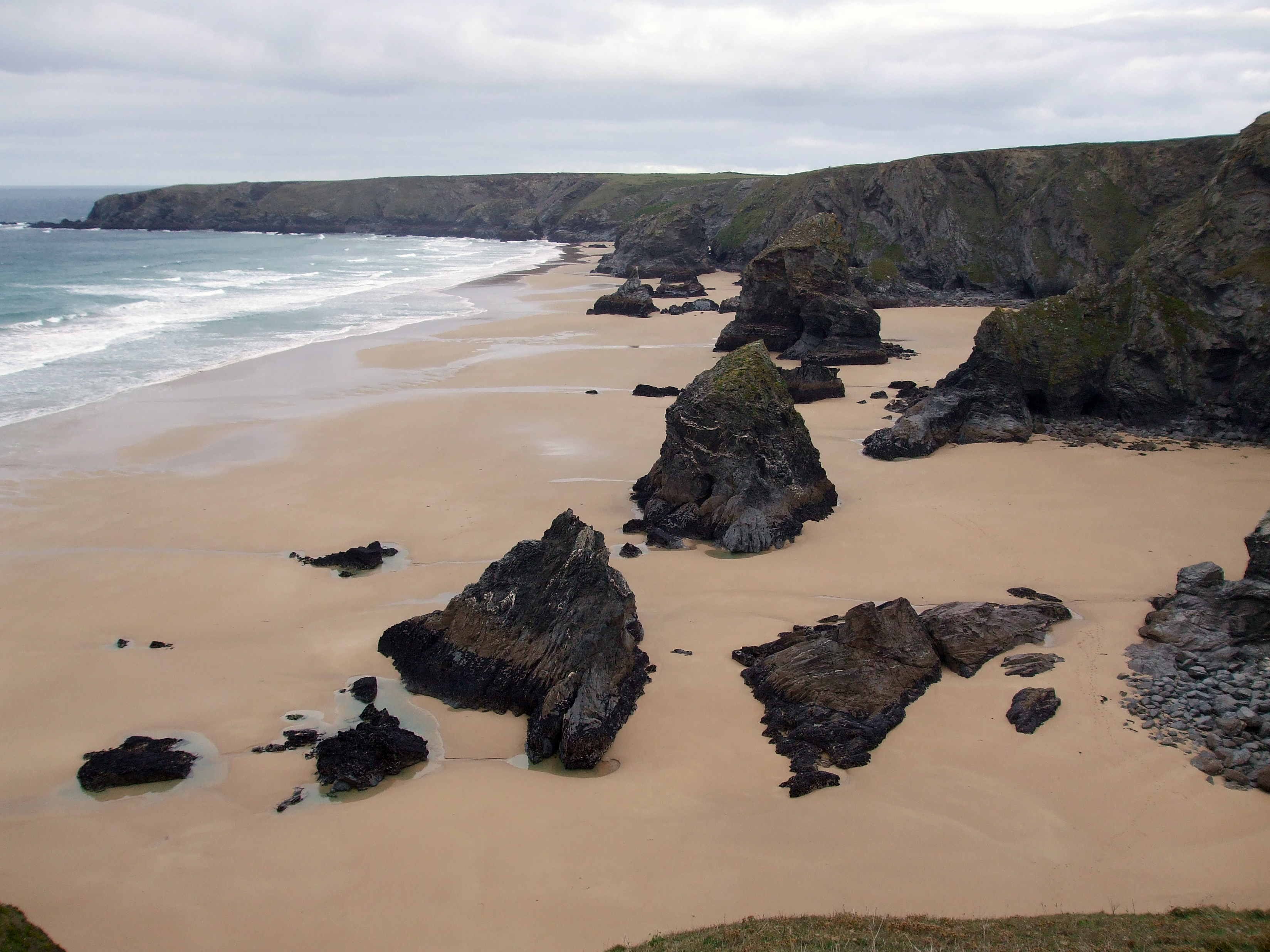
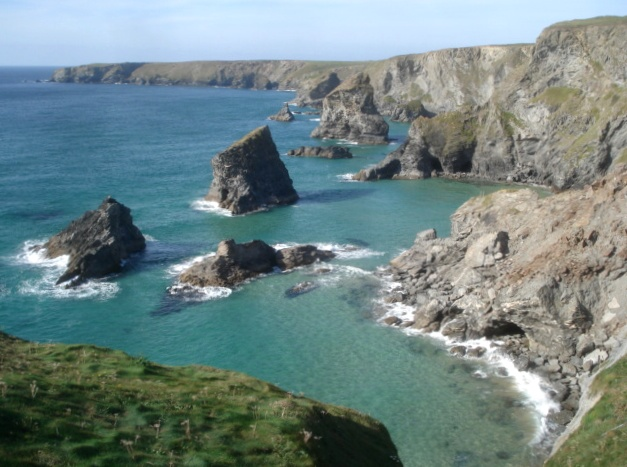